# 히타치-LG 데이터 스토리지

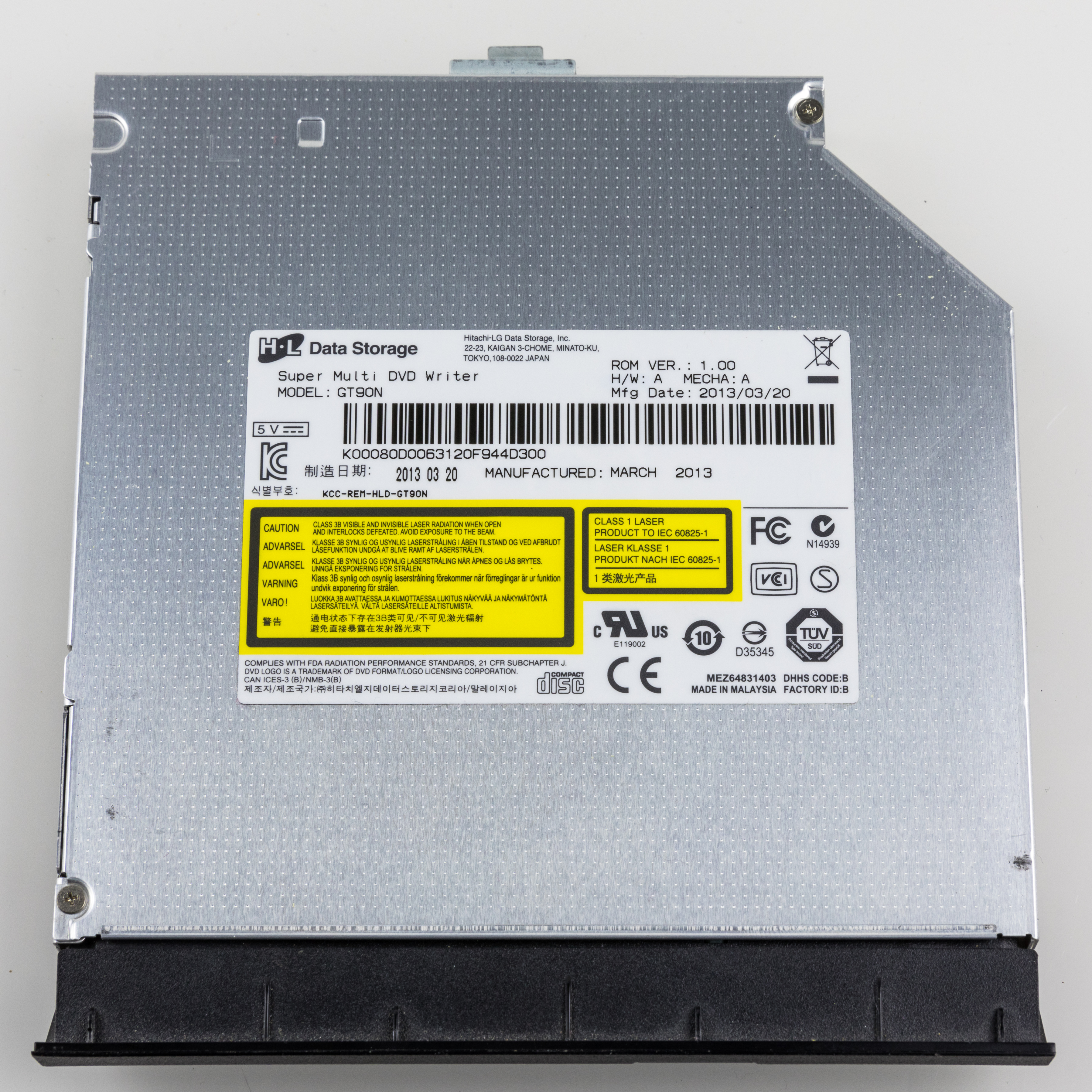
H-L 데이터 스토리지 GT90N - DVD 라이터

히타치-LG 데이터 스토리지(Hitachi-LG Data Storage, HLDS, HL-DT-ST 또는 H-L 데이터 스토리지)는 히타치 주식회사와 LG전자 간의 51-49 합작투자로 데스크톱 컴퓨터 및 노트북용 DVD 및 블루레이 광학 디스크 드라이브를 제조하는 회사이다. 2000년 말에 설립되어 2001년 1월부터 운영을 시작했다. 2006년에는 블루레이 디스크 드라이브 개발을 시작했다. 이 회사는 설립 이래 디스크 드라이브 산업에서 시장 점유율을 선도해 왔으며, 2001 회계연도에 20%, 2012 회계연도에 29%, 2016 회계연도에 60%의 점유율을 기록했다고 주장한다. 핵심 광학 기술과 생산 관리 분야의 광범위한 경험을 바탕으로 회사는 현재 인터랙티브 디지털 사이니지, TOF (Time of Flight) 3D 센서, 무인 매장 솔루션, 차량용 공기청정기를 포함한 제품 라인업을 확장하고 있다.